# Saunasaari (ö i Kymmenedalen, Kouvola, lat 61,11, long 26,64)
Saunasaari är en ö i Finland. Den ligger i sjön Niskajärvi och i kommunen Kouvola i den ekonomiska regionen  Kouvola ekonomiska region  och landskapet Kymmenedalen, i den södra delen av landet, 140 km nordost om huvudstaden Helsingfors. Öns area är 2,8 hektar och dess största längd är 250 meter i nord-sydlig riktning.